# Cephalaeschna masoni
Cephalaeschna masoni е вид водно конче от семейство Aeshnidae.

## Разпространение
Видът е разпространен в Индия (Асам и Западна Бенгалия) и Непал.